# Emile Roemer
Emile Gerardus Maria Roemer (Boxmeer, 24. august 1962) er en nederlandsk politiker ved det Socialistiske Parti (nederlandsk: Socialistische Partij), han er siden 2006 medlem af Andet Kammer. Siden 2010 er han leder af SP i det Tweede Kamer (som efterfølger til Agnes Kant).

## Ægteskabelig status
Emile Roemer blev gift i 1986, har to døtre og bor i Sambeek.

## kilder
1. ↑  Emile Roemer gekozen tot fractievoorzitter en beschikbaar als lijsttrekker Arkiveret 22. marts 2012 hos  Wayback Machine, SP, 5. marts 2010.
2. ↑  Roemer nieuwe fractievoorzitter SP, Trouw, 5. marts 2010.